# Villa Poma
Villa Poma ist eine Fraktion der norditalienischen Gemeinde (comune) Borgo Mantovano in der Provinz Mantua in der Lombardei. Villa Poma liegt etwa 27 Kilometer südöstlich von Mantua. Bis 1868 hieß der Ort noch Mulo. Die Gemeinde Villa Poma hatte zuletzt 2014 Einwohner (Stand 31. Dezember 2016)
Die Gemeinde Villa Poma mit der Fraktion Ghisione wurde am 1. Januar 2018 mit Revere und Pieve di Coriano zur neuen Gemeinde Borgo Mantovano zusammengeschlossen.

## Verkehr
Durch das Gebiet der ehemaligen Gemeinde führt die Strada Statale 12 dell’Abetone e del Brennero von Pisa kommend zum Brennerpass. 

## Persönlichkeiten
- Carlo Poma (1823–1852), Arzt und Freiheitskämpfer, gab dem Ort seinen Namen
- Olindo Gorni (1879–1943), Agrarwissenschaftler und Aktivist